# Luga (Neschwitz)

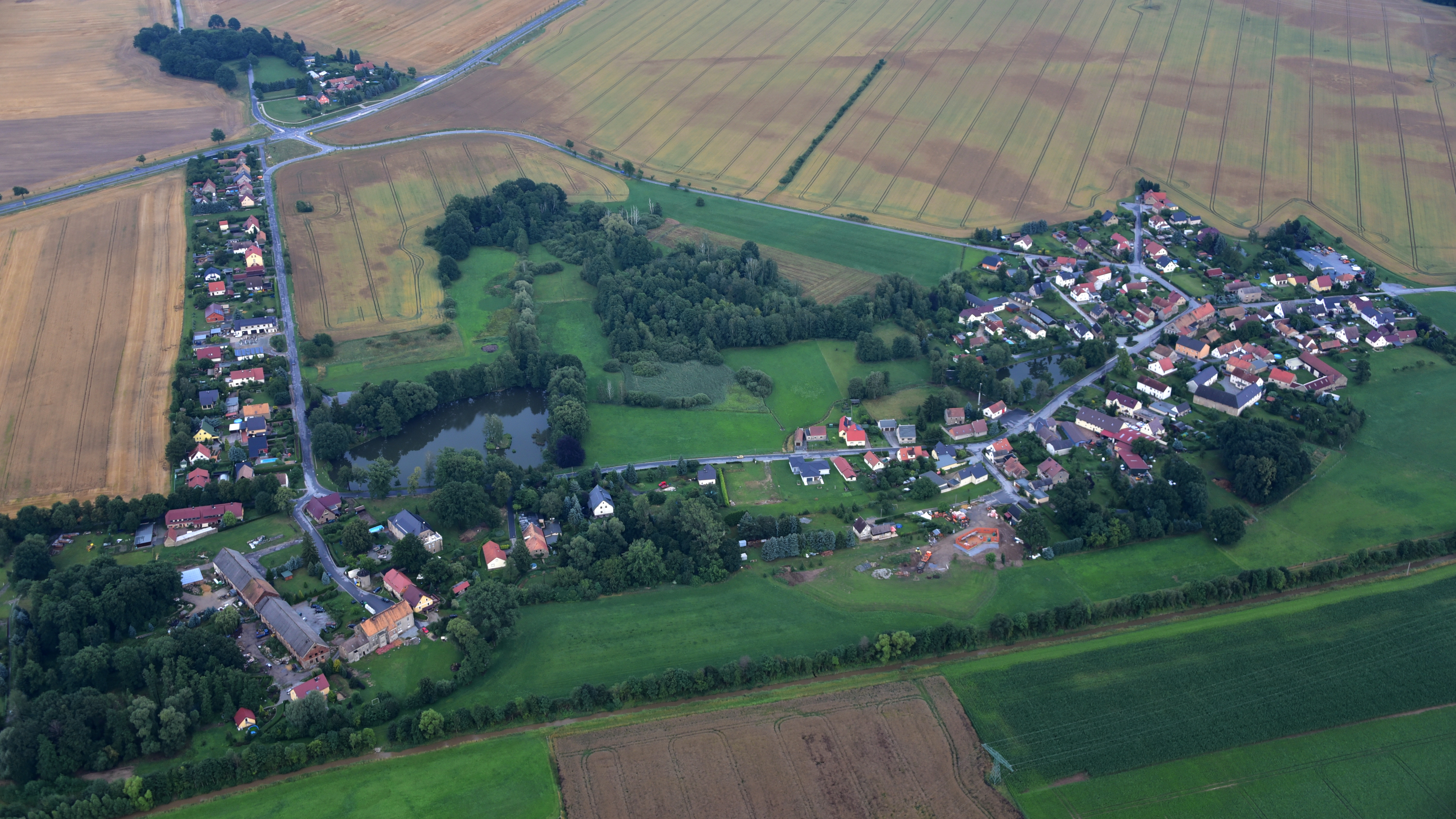
Luga, Luftaufnahme (2017)

Luga, obersorbisch Łuhⓘ, ist ein Ort im Zentrum des Landkreises Bautzen in Ostsachsen und gehört seit 1994 zur Gemeinde Neschwitz. Der Ort liegt in der Oberlausitz und zählt zum Siedlungsgebiet der Sorben.
Der deutsche Ortsname leitet sich von der sorbischen Bezeichnung ab, die so viel wie „Sumpf“ oder „Moor“ bedeutet und mit dem Regionalnamen „Lausitz“ (Łužica) verwandt ist.

## Geografie

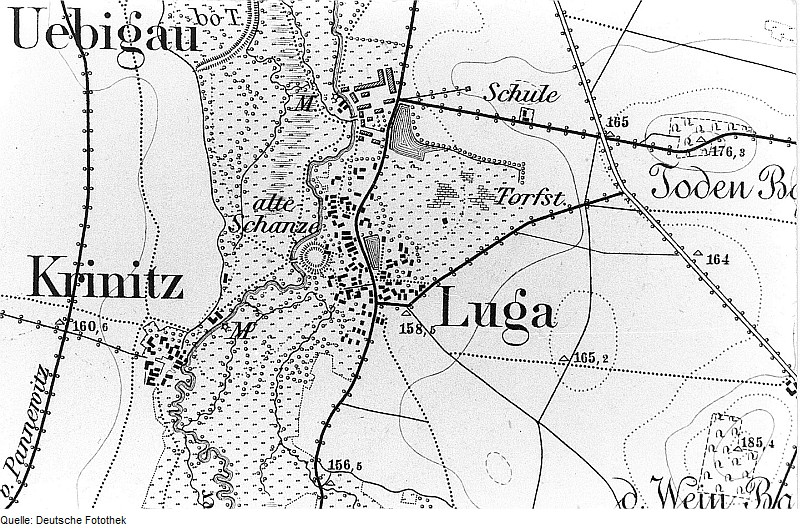
Luga auf dem Messtischblatt von 1884

Luga befindet sich etwa zehn Kilometer nordwestlich der Großen Kreisstadt Bautzen in der Talaue des seit den 1970er Jahren begradigten Schwarzwassers, das hier von Süden kommend in Richtung Schwarze Elster fließt. Im nördlichen Ortsteil befindet sich der Schlossteich.
Die Nachbarorte sind Quoos im Osten, Krinitz im Westen und Uebigau im Nordwesten.

## Geschichte

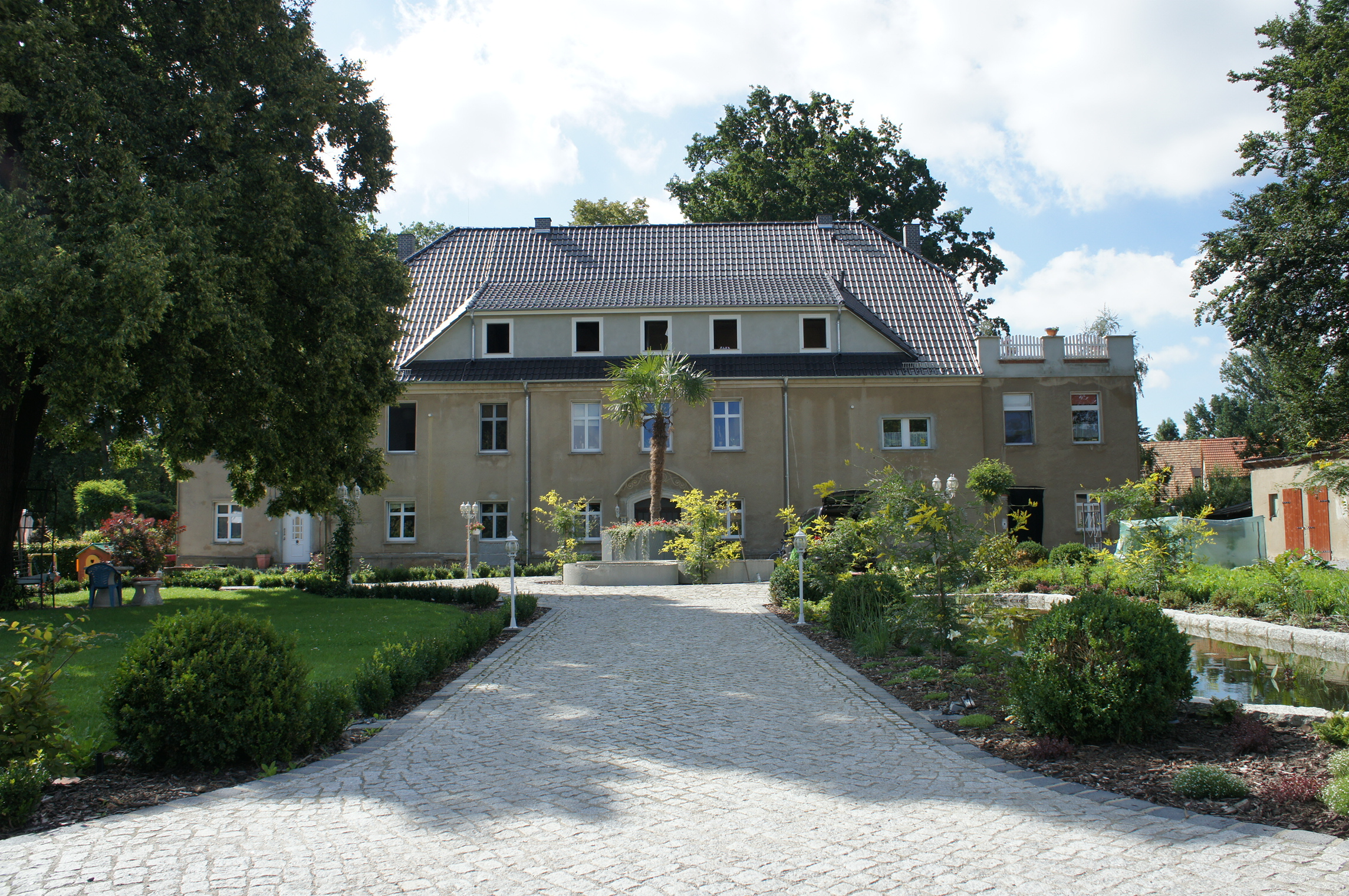
Rittergut Luga, 2011

Der Ort wurde erstmals 1415 als Lugk erwähnt. Bis ins 19. Jahrhundert stand er unter der Grundherrschaft des hier ansässigen Rittergutes, das u. a. im Besitz der Familie von Schönberg war und ab 1797 einige Jahrzehnte dem Diplomaten Wilhelm August von Just und seinem Bruder gehörte.
Nach den Plänen für die Sächsische Nordostbahn sollte deren Strecke Radibor–Kamenz über Luga führen. Das Projekt scheiterte jedoch am Ausbruch des Ersten Weltkriegs und den Widerständen der sorbischen Landbevölkerung.
Bis 1993 bildete Luga eine eigenständige Landgemeinde mit dem Ortsteil Quoos (seit 1936). Am 1. Januar 1994 wurden Luga nach Neschwitz eingemeindet und Quoos nach Radibor umgegliedert.

## Bevölkerung
Für seine Statistik über die sorbische Bevölkerung in der Oberlausitz ermittelte Arnošt Muka in den achtziger Jahren des 19. Jahrhunderts eine Bevölkerungszahl von 344 Einwohnern; darunter waren 303 Sorben (88 %) und 41 Deutsche. Ernst Tschernik zählte in der Gemeinde Luga 1956 noch einen sorbischsprachigen Anteil von 51,9 % der Bevölkerung. Seitdem ist der Gebrauch des Sorbischen im Ort weiter zurückgegangen.
Im Jahr 1925 hatte Luga 345 Einwohner, davon waren 302 evangelischer Konfession (87 %).
Der Ort war evangelisch im 16. Jahrhundert nach Göda eingepfarrt und kam im 17. Jahrhundert nach einer kurzzeitigen Zugehörigkeit zur Kirchgemeinde Bautzen nach Neschwitz.

## Personen
Richard Kuban, geb. am 27. Oktober 1891 in Luga (Bruder des im Ersten Weltkrieg gefallenen Moritz Kuban) Unteroffizier, ausgezeichnet mit E.K.II und Silb. Militär-St.-Heinrichsmedaille, wurde am 30. April 1918 für seine hervorragende Tapferkeit mit dem ältesten sächsischen Militärorden, der Goldenen Militär-St.-Heinrichs-Medaille ausgezeichnet. Bruder Max wurde erster Bürgermeister nach dem Zweiten Weltkrieg.

## Infrastruktur
Die B 96 (Bautzen–Hoyerswerda) führt östlich am Ort vorbei. Die nächste Anschlussstelle der A 4 (Dresden–Görlitz) ist Salzenforst, acht Kilometer südlich.